# Alcis nigra
Alcis nigra är en fjärilsart som beskrevs av Tutt 1896. Alcis nigra ingår i släktet Alcis och familjen mätare. Inga underarter finns listade i Catalogue of Life.